# Первинна сукцесія
Первинна сукцесія — сукцесія, що розвивається на позбавлених життя територіях — скелях, урвищах, наносах річок, сипких пісках, застиглій лаві та ін. При заселенні таких ділянок живі організми за рахунок свого метаболізму змінюють умови проживання і змінюють один одного. Основна роль належить накопиченню відмерлих залишків рослин і продуктів розкладання. Це залежить від характеру рослинності і від комплексу мікроорганізмів, що руйнують її, грибів і тварин. Поступово формується ґрунтовий профіль, змінюється гідрологічний режим ділянки, мікроклімат. Такі сукцесії називаються у геоботаниці — екогенетичними, оскільки ведуть до перетворення самого місця проживання.
Процес первинного формування рослинного покриву називається також сингенетичною сукцесією.
Залежно від вологості первинного субстрату первинні сукцесії діляться на:
- Ксерархні (ксеросерії) — на безводому субстраті. У ході ксерархної сукцесії початковий субстрат зволожується
  - Псаммоксеросерії — на пісках
  - Літоксеросерії — на каменях і скелях
  - Геоксеросерії — на сухих глинах, супісках, суглинках.
- Мезархні (мезосерії) — на помірно вологому субстраті. У ході мезархної сукцесії вологість субстрату змінюється незначно.
  - Елювіальні
  - Пролювіальні
  - Алювіальні і т. д.
- Гідрархні (гідросерії) — на екстремально вологих субстратах. В ході цієї сукцесії вологість субстрату знижується
  - Оліготрофні
  - Мезотрофні
  - Евтрофні
  - Галогідросерії
  - Мангрові.

Протікання первинних сукцесій проходить у декілька етапів. Наприклад, в лісовій зоні: сухий безживний субстрат — лишайники — мохи — однорічне різнотрав'я — злаки і багаторічні трави — кущі — дерева 1-ї генерації — дерева 2-ї генерації; у степовій зоні сукцесія завершується на стадії трав і т. д.